# روسویل (تنسی)
روسویل(به انگلیسی: Rossville) شهری در ایالت تنسی کشور ایالات متحده آمریکا است که جمعیت آن در سرشماری سال ۲۰۱۰ میلادی، ۶۶۴ نفر بوده‌است.

## نگارخانه

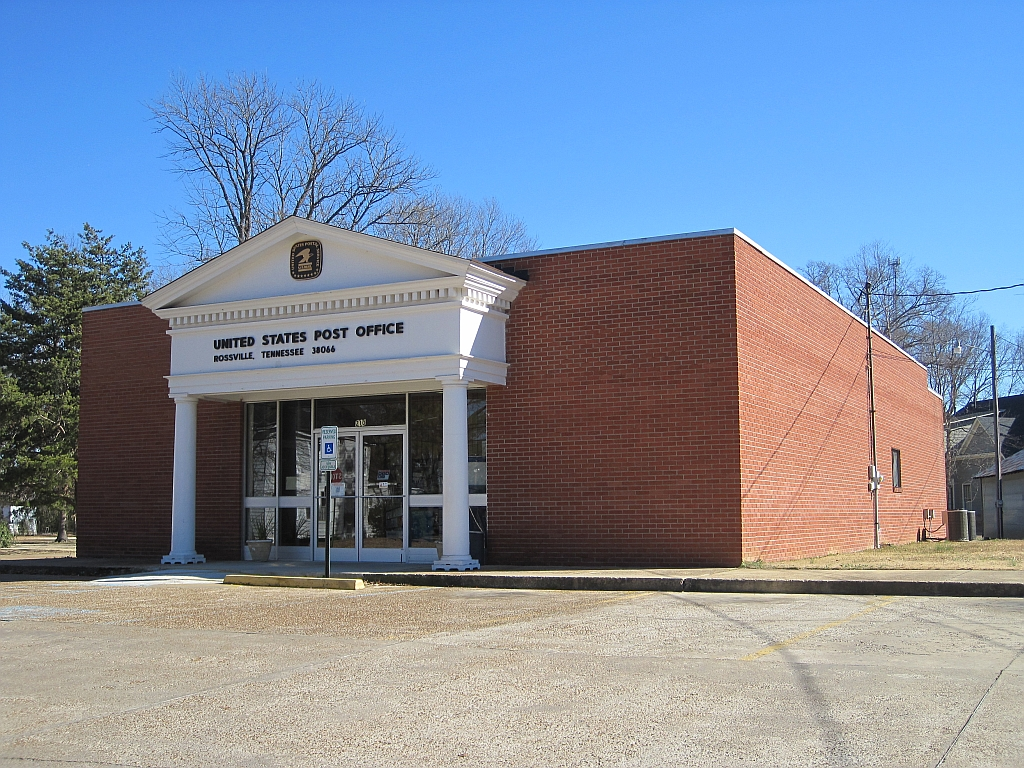
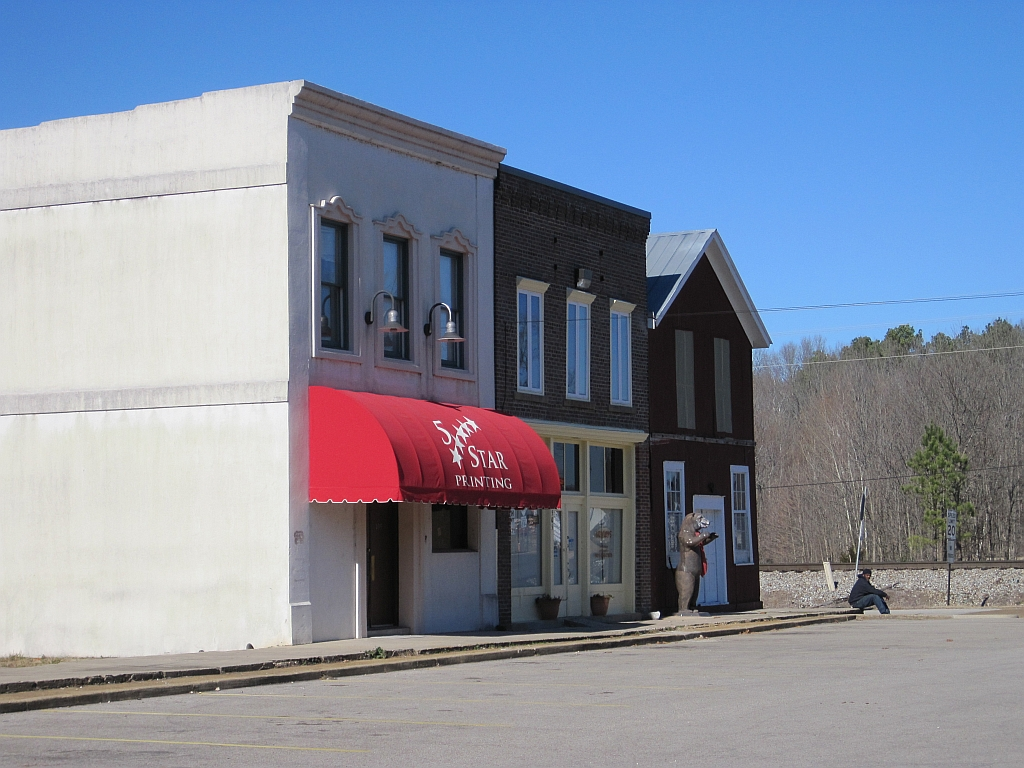
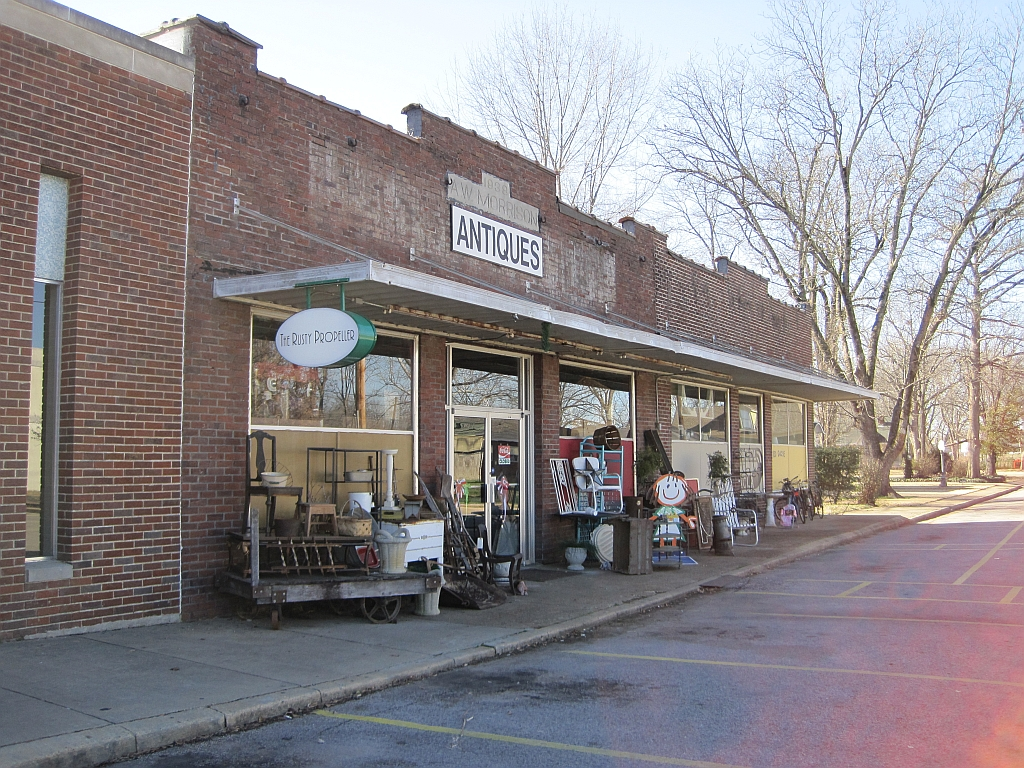